# Половинська сільська рада (Совєтський район)
Полови́нська сільська рада (рос. Половинский сельский совет) — сільське поселення у складі Совєтського району Алтайського краю Росії.
Адміністративний центр та єдиний населений пункт — село Половинка.

## Населення
Населення — 614 осіб (2019; 711 в 2010, 800 у 2002).